# Június 6.
Június 6. az év 157. (szökőévben 158.) napja a Gergely-naptár szerint. Az évből még 208 nap van hátra.
Névnapok: Norbert, Cintia +  Artemisz, Artemízia, Citta, Délia, Filip, Fülöp, Gilbert, Klaudia, Klaudiusz, Kolos, Kolozs, Lícia, Norberta, Norman, Norton, Szintia

## Események
- 1523 - A svéd Riksdag megválasztja Svédország királyának I. Gusztávot a svéd nép dán uralom alóli felszabadítóját, a  Vasa dinasztia és a modern Svédország megalapítóját, ugyancsak I. Gusztáv uralma alatt tértek át a svédek a protestáns hitre; trónra lépésének napja Svédország nemzeti ünnepe.
- 1707 – Az ónodi országgyűlésen lekaszabolják Turóc vármegye követeit: Rakovszky Menyhért táblabíró a helyszínen életét veszti, Okolicsányi Kristóf alispán súlyosan megsérül. (Néhány nappal később őt is kivégzik.)
- 1778 – Az addig katonai kormányzás alatt álló temesi kerület visszaadásra és az anyaországba bekebeleztetésre került, így régi megyéi: Krassó, Temes és Torontál újra működni kezdtek.
- 1792 – I. Ferencet Budán magyar királlyá koronázzák (július 14-étől II. Ferenc néven német-római császár).
- 1805 – I. Napóleon francia császár annektálta a Ligur Köztársaságot, és három francia megyét hozott létre a területből.
- 1827 – 25 ezer néző előtt tartották az első magyarországi lóversenyt, amelyen az első győztes a Széchenyi István istállójában nevelt Babieka (más források szerint Gawing) volt, másnap 22 versenyló közül az ugyancsak Széchenyi cenki lovardájából származó ötéves Al-Borac nevű kanca bizonyult a leggyorsabbnak.
- 1919 – A Magyar Vörös Hadsereg megdönti a Vendvidéki Köztársaságot.
- 1933 – Megnyílt az első autósmozi New Jerseyben, Camden városában.
- 1944 – A normandiai partraszállási hadművelet első napja, a „D-day”.
- 1953 – Ránki György: Pomádé király új ruhája című operájának bemutatójára június 6-án került sor a Magyar Állami Operaházban.
- 1994 – Bulgária és Magyarország átadja a NATO–központban a PfP jelentkezési okmányát.
- 2014 – Megalakul a harmadik Orbán-kormány.[1]

## Sportesemények
Formula–1
- 1960 –  holland nagydíj, Zandvoort - Győztes: Jack Brabham  (Cooper Climax)
- 1982 –  amerikai nagydíj - Kelet, Detroit - Győztes: John Watson  (McLaren Ford)

## Születések
- 1436 – Regiomontanus (er. Johannes Müller), német matematikus, csillagász († 1476)
- 1502 – III. János portugál király († 1557)
- 1606 – Pierre Corneille francia drámaíró († 1684)
- 1621 – Gróf Zrínyi Péter horvát bán, kivégezték († 1671)
- 1714 – I. József portugál király († 1777)
- 1772 – Bourbon–Szicíliai Mária Terézia magyar királyné V. Ferdinánd magyar király édesanyja († 1807)
- 1796 – Balogh Sámuel református lelkész, író, a Magyar Tudományos Akadémia levelező tagja († 1867)
- 1799 – Alekszandr Szergejevics Puskin orosz költő, író, nyelvújító († 1837)
- 1850 – Karl Ferdinand Braun német feltaláló, Nobel-díjas fizikus († 1918)
- 1857 – Alekszandr Mihajlovics Ljapunov orosz matematikus, fizikus († 1918)
- 1859 – Bánki Donát magyar gépészmérnök, feltaláló, egyetemi tanár († 1922)
- 1868 – Robert Falcon Scott kapitány, brit tengerésztiszt, sarkkutató († 1912)
- 1872 – Hesseni Alekszandra Fjodorovna orosz cárné  († 1918)
- 1875 – Thomas Mann német író († 1955)
- 1876 – Borsos Endre közigazgatási bíró, a Közigazgatási Bíróság elnöke, lakásügyi kormánybiztos, a budai református egyházközség főgondnoka
- 1879 – Fasching Antal geodéta mérnök († 1931)
- 1886 – Bajcsy-Zsilinszky Endre magyar politikus, újságíró († 1944)
- 1891 – Lányi Sarolta kétszeres József Attila-díjas magyar költő, műfordító († 1975)
- 1893 – Szalay Sándor Európa-bajnok műkorcsolyázó († 1965)
- 1894 – Álgyay Hubert Pál magyar hídmérnök († 1945)
- 1896 – Italo Balbo olasz fasiszta politikus, légügyi miniszter, Líbia kormányzója († 1940)
- 1903 – Aram Hacsaturján szovjet-örmény zeneszerző († 1978)
- 1904 – Vadnay László magyar író, színpadi szerző († 1967)
- 1908 – Giovanni Bracco olasz autóversenyző († 1969)
- 1911 – Ferdinando Righetti olasz autóversenyző († 1966)
- 1913 – Gobbi Hilda Kossuth-díjas magyar színésznő († 1988)
- 1914 – Fazekas György magyar újságíró, író, Nagy Imre munkatársa († 1984)
- 1917 – Tildy Zoltán Balázs Béla-díjas magyar fotóművész, természetfotós († 1994)
- 1918 – Ács Ágnes magyar zongoraművész, dalszerző, énekesnő (dizőz) († 1989)
- 1918 – Kenneth Connor angol színész Folytassa… sorozat) († 1993)
- 1923 – Jim Rigsby (James Rigsby) amerikai autóversenyző († 1952)
- 1923 – Ivor Bueb brit autóversenyző († 1959)
- 1924 – Csergezán Pál magyar grafikus, festő, illusztrátor († 1996)
- 1926 – Csongrádi Mária Jászai Mari-díjas magyar színházi rendező, színésznő, író († 2012)
- 1932 – Billie Whitelaw angol színésznő († 2014)
- 1933 – Goffredo Unger olaszországi színész, statiszta, rendezőasszisztens († 2009)
- 1934 – II. Albert Belgium hatodik királya
- 1940 – Nagy Anna Jászai Mari-díjas magyar színésznő, érdemes művész
- 1946 – Darvas Ferenc Erkel Ferenc-díjas magyar zeneszerző
- 1947 – Robert Englund amerikai színész
- 1950 – Bálint Péter magyar színész
- 1950 – Dan Shaver autóversenyző († 2007)
- 1951 – Noritake Takahara japán autóversenyző
- 1953 – Molnár Zsuzsa Jászai Mari-díjas magyar színésznő
- 1961 – Németh Judit Aase-díjas magyar színésznő
- 1970 – Kálloy Molnár Péter magyar színész, költő, műfordító, rendező, énekes
- 1971 – Brunner Márta magyar színésznő
- 1973 – Srđan Blagojević labdarúgóedző
- 1976 – Nagy Tamás magyar labdarúgó
- 1981 – Gajda István magyar labdarúgó († 2011)
- 1983 – Fritz Attila magyar színész, bábszínész
- 1984 – Igor Cukrov horvát énekes, dalszövegíró, zeneszerző
- 1984 – ByeAlex magyar énekes, dalszerző
- 1985 – Fekecs Norbert magyar jégkorongozó
- 1986 – Gulyás Márton magyar rendező, szociálliberális/szociáldemokrata gondolkodó, politikai aktivista
- 1987 – Yahel Castillo mexikói műugró
- 1988 – Ryan Brathwaite barbadosi atléta
- 1988 – Varga József magyar labdarúgó
- 1989 – Paweł Wojciechowski világbajnok lengyel atléta, rúdugró

## Halálozások
- 0840 – Agobard, a Lyoni főegyházmegye érseke (* 769 körül)
- 1818 – Jan Henryk Dąbrowski lengyel tábornok és nemzeti hős, nevéhez fűződik a lengyel himnusz születése (* 1755).
- 1832 – Jeremy Bentham angol jogtudós, filozófus (* 1748)
- 1905 – Kulinyi Zsigmond újságíró, lapszerkesztő (* 1854)
- 1916 – Jüan Si-kaj kínai politikus, katona, önjelölt császár (* 1859)
- 1919 – Kvassay Jenő vízépítő mérnök, a magyar vízügyi szolgálat megalapítója (* 1850)
- 1940 – Bauer Gyula zsidó származású magyar katona, császári és királyi ezredes, az első világháború egyik kiemelkedő harctéri parancsnoka, akit a Horthy-rendszerben előléptettek vezérőrnagynak (* 1862)
- 1944 – Bádonyi Gyula labdarúgó, az első magyar labdarúgó válogatott kapusa (* 1882)
- 1946 – Gerhart Hauptmann német drámaíró (* 1862)
- 1948 – Louis Lumière francia kémikus, a filmművészet és a filmgyártás úttörője (* 1864)
- 1950 – Bánffy Miklós író, grafikus, díszlet- és kosztümtervező, színpadi rendező, politikus, külügyminiszter (* 1873)
- 1961 – Carl Gustav Jung svájci pszichiáter, az analitikus pszichológia megalapítója (* 1875)
- 1962 – Yves Klein francia  képzőművész (* 1928)
- 1968 – Robert F. Kennedy a Demokrata Párt elnökjelöltje (* 1925)
- 1991 – Stan Getz amerikai jazz-zenész (* 1927)
- 2005 – Anne Bancroft Oscar-díjas amerikai színésznő (* 1931)
- 2006 – Billy Preston amerikai énekes, zongorista, a The Beatles „5. tagja” (* 1946)
- 2012 – Nemanja Nešić Európa-bajnoki bronzérmes szerb evezős (* 1988)
- 2012 – Vlagyimir Jevgenyjevics Krutov kétszeres olimpiai bajnok szovjet-orosz jégkorongozó (* 1960)
- 2013 – Jerome Karle Nobel-díjas amerikai kémikus, krisztallográfus (* 1918)
- 2015 – Pierre Brice francia színész (* 1929)
- 2016 – Aigner Szilárd magyar meteorológus (* 1946)
- 2016 – Viktor Korcsnoj szovjet-svájci nemzetközi sakknagymester (* 1931)

## Nemzeti ünnepek, emléknapok, világnapok
- Svédország: A svéd zászló napja, I. Vasa Gusztáv 1523. évi trónra lépésének napja